# Rhyacia polita
Rhyacia polita är en fjärilsart som beskrevs av Alphéraky 1882. Rhyacia polita ingår i släktet Rhyacia och familjen nattflyn. Inga underarter finns listade.